# Tibeti fesztiválok

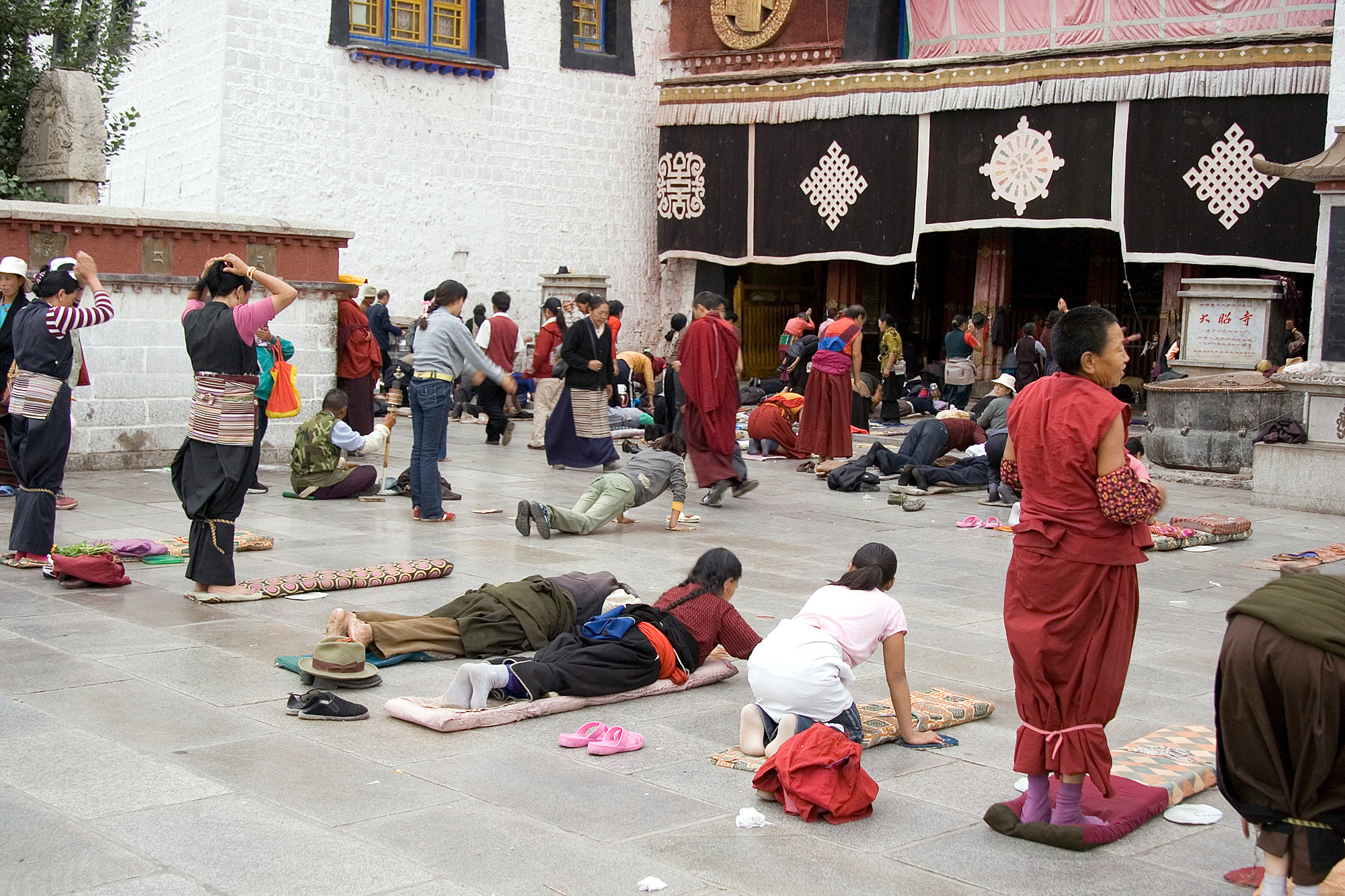
Zarándokok a Dzsokhang, Lhásza a Monlam idején.

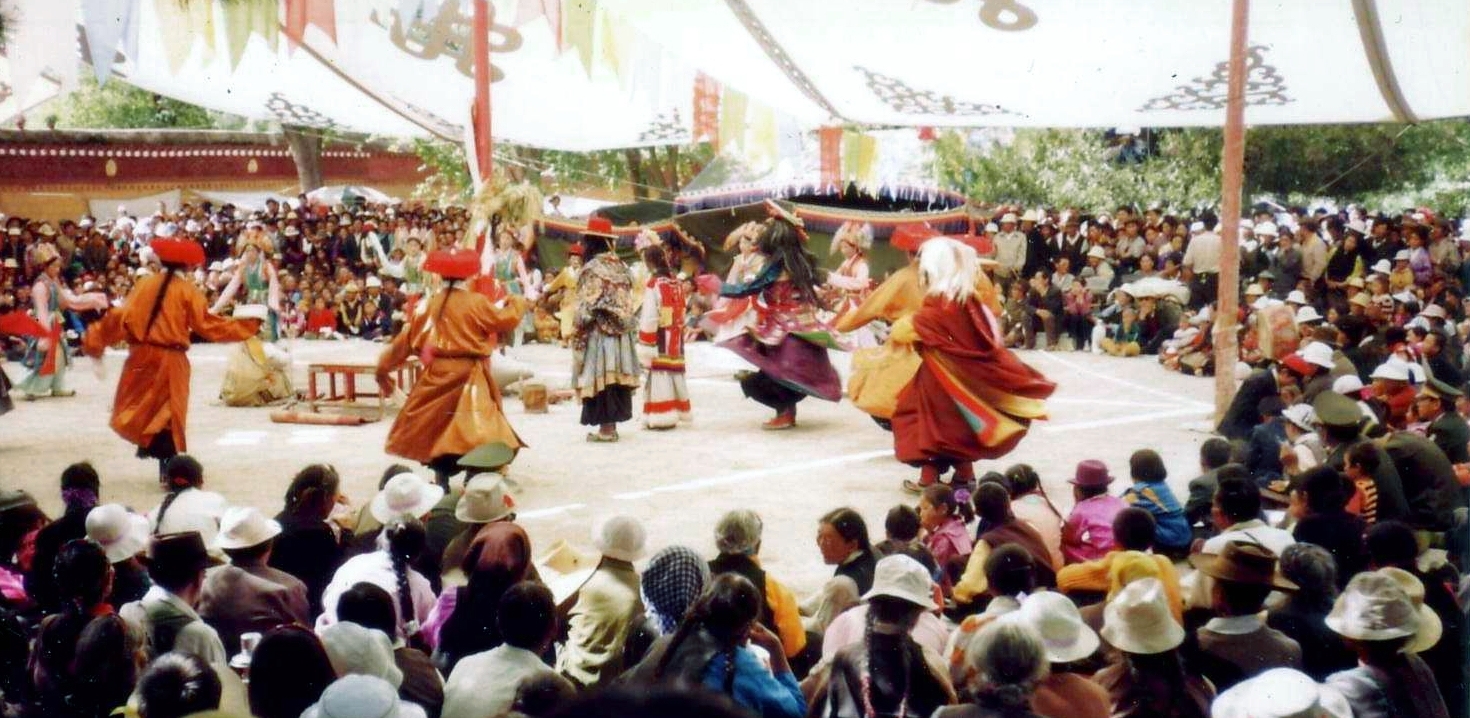
Tánc a Sotön fesztivál alkalmával, Norbulingka, 1993

A tibeti fesztiválok a tibeti emberek hagyományosan őrzött fesztiváljait jelenti, amelyek között a legfontosabbak a tibeti Újév, a Thangka fesztivál és a Sontön fesztivál. A többi fesztivál buddhista kolostorokhoz, őszi szürethez, nyári lóversenyekhez és helyi hagyományokhoz és szokásokhoz kapcsolódik. Olykor ugyanannak az ünnepnek a dátuma is eltérő lehet a különböző régiókban.
A tibeti buddista hagyomány négy nagy ünnepnapja 2015-ben tízmilliószoros Dharmacsakrás napok (erőteljes hatású) napok. 2015 a tibeti számítás szerint 2142, a Fa-Birka éve.

## Fesztiválok
A főbb tibeti fesztiválok listája a tibeti naptár alapján:
| Hónap      | Nap    | Fesztivál                       | Megjegyzések |
| ---------- | ------ | ------------------------------- | --- |
| 1. hónap   | 1-7.   | Loszár - Újévi fesztivál        | 1 hetes karnevál, lóversenyek és íjászat |
| 1. hónap   | 4-25.  | Monlam imafesztivál             | A nagy imafesztivál alkalmával, amely hagyományt Congkapa indította, sok zarándok gyűlik össze a lhászai Dzsokhang kolostornál.                             |
| 1. hónap   | 15.    | Mécses fesztivál                | Megemlékezése Buddha csodatételére a Srávasztíban. Mécseseket gyújtanak a tetőkön és lámpásokat helyeznek az ablakokba.                                     |
| 2. hónap   | 28-29. | -                               | A gonosz szellemek elűzésének fesztiválja. A lámák trombitákkal körbejárják Lhásza városát                                                                  |
| 4. hónap   | 7.     | Zarándok fesztivál              | Fontos hónap a zarándokok számára. - Gautama Sziddhártha születésnapja.                                                                                     |
| 4. hónap   | 15.    | Szaka dava                      | Gautama Sziddhártha születésének, megvilágosodásának és eltávozásának napja. Ezen a napon fogvatartott állatokat engednek szabadon.                         |
| 5. hónap   | 14-16. | Thangka fesztivál               | Óriási thangkát akasztanak ki a Tasilhumpo kolostorban Sigace városban.                                                                                     |
| 5. hónap   | 15.    | Tömjén fesztivál                | Úgy tartják, hogy ezen a napon a szellemek kószálnak. A tibetiek felöltöznek maskarákba és nagy dinóm-dánommal igyekeznek elűzni a szellemeket.             |
| 5. hónap   | 15-24. | Sotön fesztivál                 | Szó szerint a "joghurt fesztivál". Buddha ünneplése. Éjszaka örömtüzeket gyújtanak, nappal a parkokban piknikeznek.                                         |
| 6. hónap   | 4.     | Buddha szentbeszédének napja    | Böjttel emlékeznek meg Buddha első tanítására. A zarándokok szent hegyekre másznak fel, mint például a Csokbori                                             |
| 6. hónap   | 6.     | Csam-ngyon-va, vagy "régi tánc" | A Cso-ne kolostorban tartják. |
| 7. hónap   | elején | Tisztálkodási fesztivál         | Kb. egy hétig tart. Az emberek lemennek a folyókhoz mosakodni és a ruháikat kitisztítani. Azt mondják, hogy ilyenkor a víz minden betegséget meggyógyít.    |
| 7. hónap   | vége   | Ongkar fesztivál                | Szó szerint 'körbenézni a mezőkon'. Jó szüretet biztosít. Lóverseny, íjazás és mulatságok                                                                   |
| 7-8. hónap | végig  | Arany csillag fesztivál         | Az indulatok, a kapzsiság és az irigység elmosását célzó fesztivál, illetve az ego félretételének napja. Rituálisan megfürdenek a folyókban és piknikeznek. |
| 8. hónap   | 1-10.  | Dadzsjur fesztivál              | Gyance városban és Damhszung tartományban - lóverseny és egyéb versenyek és játékok.                                                                        |
| 8. hónap   | 1-7.   | Szüreti fesztivál               | Imádkoznak, táncolnak, énekelnek és isznak. |
| 9. hónap   | 22.    | -                               | Buddha visszatérésének az ünnepe, ilyenkor a kolostorok nyitva állnak a zarándokok előtt.                                                                   |
| 10. hónap  | 25.    | Congkapa emléknap               | Megemlékezés Congkapa halálának napjára |
| 12. hónap  | 1-7.   | Újévi fesztivál                 | Újévi fesztivál Sigace városban. |
| 12. hónap  | 5-6.   | A nyolc védelmező találkozása   | A tibeti emberek ilyenkor otthon maradnak, hogy elkerüljék a rossz cselekedeteket.                                                                          |
| 12. hónap  | 29.    | Gonosz szellemek elűzése        | |

## Loszár
A tibeti naptár szolunáris naptár. A Loszár napját az első hold hónap első három napján ünneplik.
| Gergely-naptár szerinti év | Tibeti naptár szerinti év | Loszár*                 | Elem és állat               |
| -------------------------- | ------------------------- | ----------------------- | --------------------------- |
| 2000                       | 2126                      | február 5 - 7           | Férfi vas sárkány           |
| 2001                       | 2127                      | január 24 - január 26   | Női vas-kígyó               |
| 2002                       | 2128                      | február 12 - február 14 | Férfi víz-ló                |
| 2003                       | 2129                      | február 1 - február 3   | Női víz-birka (vagy kecske) |
| 2004                       | 2130                      | január 22 - január 24   | Férfi fa-majom              |
| 2005                       | 2131                      | február 9 - február 11* | Női fa-madár (vagy kakas)   |
| 2006                       | 2132                      | január 30 - február 1   | Férfi tűz-kutya             |
| 2007                       | 2133                      | február 18 - február 20 | Női tűz-disznó              |
| 2008                       | 2134                      | február 7 - február 9   | Férfi föld-patkány          |
| 2009                       | 2135                      | január 25 - január 27.  | Női föld-ökör               |